# Matwei Isaakowitsch Blanter

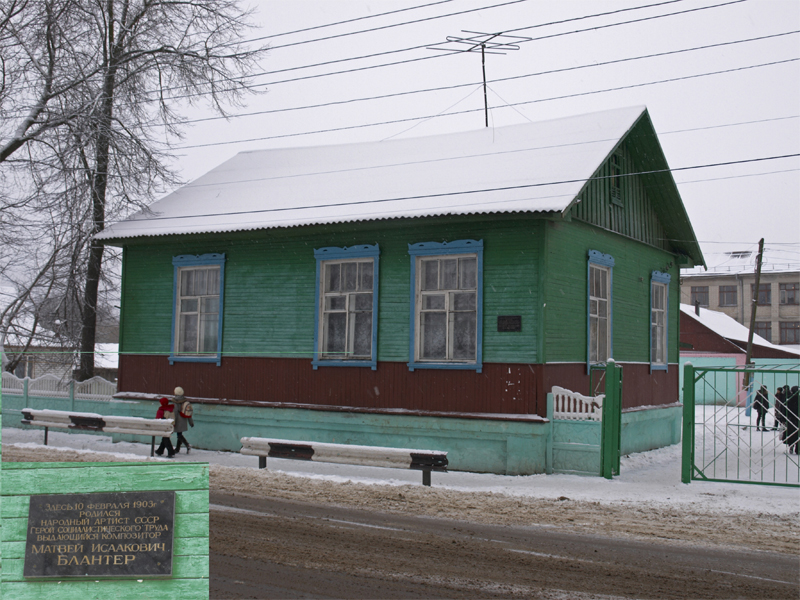
Geburtsort Blanters

Matwei Isaakowitsch Blanter (russisch Матвей Исаакович Блантер; * 28. Januarjul. / 10. Februar 1903greg. in Potschep; † 27. September 1990 in Moskau) war ein sowjetischer Komponist.
Matwei Blanter wuchs in einer Handwerkerfamilie auf. Nach einer Musikausbildung in Kursk und Moskau begann Blanter Anfang der 1920er Jahre Lieder zu komponieren. Seine ersten Werke gehörten zur leichten Tanzmusik. In den 1930er Jahren änderte sich sein Stil. Nun komponierte er Lieder im Stil des sozialistischen Realismus. 1938 entstand Das Lied über Stalin, dessen deutsche Fassung unter dem Titel Stalin, Freund, Genosse bekannt ist. Sein berühmtestes Lied ist Katjuscha, dessen Text von Michail Issakowski geschrieben wurde. Darüber hinaus komponierte Blanter eine Reihe weiterer Estrada-Schlager. Insgesamt hinterließ Blanter ein Œuvre von über 2000 Liedern.
1946 wurde Blanter mit dem Stalinpreis, 1965 mit dem Titel Volkskünstler der RSFSR und 1975 mit dem Titel Volkskünstler der UdSSR ausgezeichnet. 1983 erhielt er den Titel Held der sozialistischen Arbeit.